# Conus kohni
Conus kohni is een in zee levende slakkensoort uit het geslacht Conus. De slak behoort tot de familie Conidae. Conus kohni werd in 1979 beschreven door McLean & Nybakken. Net zoals alle soorten binnen het geslacht Conus zijn deze slakken roofzuchtig en giftig. Zij bezitten een harpoenachtige structuur waarmee ze hun prooi kunnen steken en verlammen.